# Forță intermoleculară
O forță intermoleculară sau o interacțiune intermoleculară este o forță de atracție sau de repulsie care acționează în cazul particulelor aflate în apropiere una de cealaltă (atomi, molecule sau ioni). Sunt forțe slabe în comparație cu forțele intramoleculare.

## Tipuri
Se consideră a exista tipuri principale de forțe intermoleculare (primele trei fiind forțe van der Waals):
- Forțe dipol-dipol (forțe Keesom)
- Forțe dipol-dipol indus (forțe Debye)
- Forțe de dispersie (forțe London)
- Forțe ion-dipol